# Euphorbia exserta
Euphorbia exserta — вид рослин із родини молочайних (Euphorbiaceae), ендемік південного сходу США.

## Опис
Це багаторічна трава. Кореневище розлоге. Стебла прямовисні або висхідні, нерозгалужені або розгалужені, поодинокі, небагато або іноді густо скупчені, відмерлі стебла минулого року не стійкі, 20–33 см, зазвичай голі, рідше рідко ворсисті. Листки чергуються; прилистки менше 0.1 мм; ніжка листка (0)1–3 мм, гола; листові пластини лінійні або лінійно-еліптичні до яйцюватої або круглої форми, проксимально сильно зменшені, лускоподібні, 15–30 × 1–20 мм, основа від клиноподібної до округленої, краї цілі, вершина заокруглена, широко гостра або випнута, поверхні голі. Квітки четверто-жовті. Цвіте і плодоносить навесні — влітку. Коробочки стиснено-кулясті, 1.8–2.5 × 3.6–4.4 мм, голі. Насіння попелясто-біле, яйцеподібне, 2.1 × 1.3 мм, з 5 тупими поздовжніми гребенями, з неглибокими і неправильними ямками.

## Поширення
Ендемік південного сходу США. Населяє дуже сухі й сухі сосново-дубові чагарник піщаних пагорбів, сосново-дубові ліси, сосново-дубові савани; на висотах 0–150 метрів.